# Black Joe Lewis & the Honeybears
Black Joe Lewis & the Honeybears is een Amerikaanse bluesband, opgericht in 2007 te Austin, Texas. Hun muziek is geïnspireerd op de muziek van Howlin' Wolf en James Brown. In maart 2009 noemde het Amerikaanse blad Esquire Black Joe Lewis & the Honeybears een van de Ten Bands Set to Break Out at 2009's SXSW Festival.
Joe Lewis leerde voor het eerst gitaar spelen in de lommerd waar hij werkte. In de daaropvolgende jaren gaf Lewis verscheidene optredens in cafés. The Honeybears werden opgericht door Zach Ernst, lid van de "Commissie van Muziek en Entertainment van de Universiteit van Texas". Zach Ernst boekte Joe Lewis als optredende artiest in het voorprogramma van Little Richard op een jaarlijks muziekfeest van de Universiteit van Texas. Na dit muziekfeest gingen Joe Lewis en The Honeybears samenwerken. Toen Black (later toegevoegd) Joe Lewis & the Honeybears lokale bekendheid hadden verkregen, gingen ze in 2007 op tournee, waarbij ze in het voorprogramma van Spoon en Okkervil River optraden.
In 2008 tekende de band een platencontract bij Lost Highway Records. Na dit platencontract en twee optredens op de muziekfestivals Lollapalooza en Austin City Limits Music Festival brachten Black Joe Lewis & the Honeybears op 27 januari 2009 een ep (met daarop 4 liedjes) uit.
Hun debuutalbum, Tell 'Em What Your Name Is!, verscheen op 17 januari 2009. Het album werd geproduceerd door de drummer van Spoon, Jim Eno. In 2011 kwam hun tweede album uit, Scandalous.

## Discografie
- 2009 - Black Joe Lewis & the Honeybears - ep - Lost Highway Records
- 2009 - Tell 'Em What Your Name Is! - album - Lost Highway Records
- 2011 - Scandalous - album - Lost Highway Records